# Taubenturm (Courtioux)

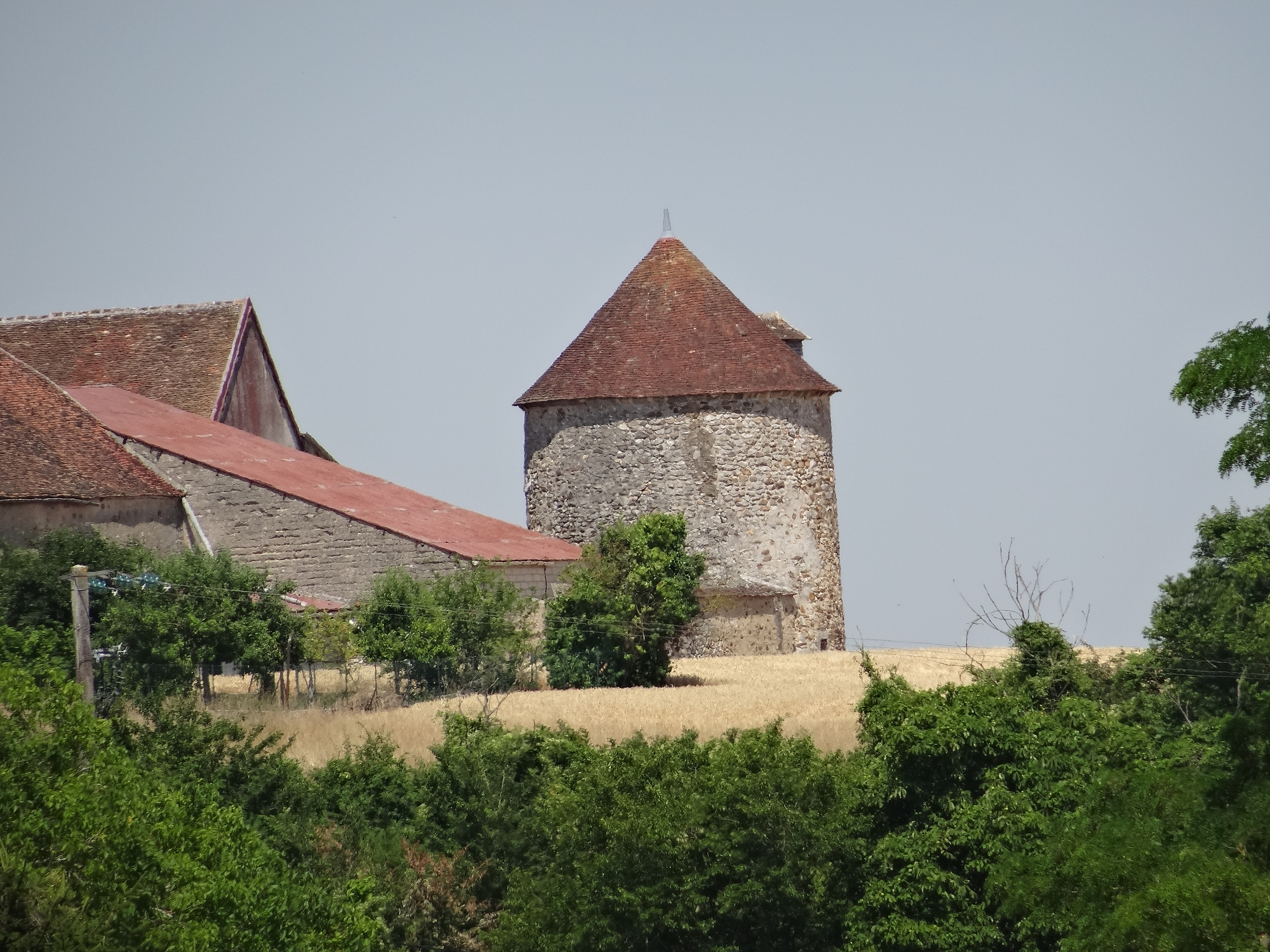
Taubenturm in Courtioux

Der Taubenturm (französisch colombier oder pigeonnier) im Weiler Courtioux der französischen Gemeinde La Saulsotte im Département Aube in der Region Grand Est wurde im 15. Jahrhundert errichtet. Der Taubenturm steht seit 1990 als Monument historique auf der Liste der Baudenkmäler in Frankreich.
Der runde Turm aus Bruchsteinmauerwerk ist der einzige Überrest einer befestigten Schlossanlage. Wann dieser Turm zu einem Taubenhaus umgenutzt wurde, ist nicht bekannt. Heute gehört der Taubenturm zu einem Bauernhof, der den Namen Maison Brûlée (verbranntes Haus) trägt.